# Wenceslau Braz (Paraná)
Pour les articles homonymes, voir Wenceslau Braz et Braz.
Wenceslau Braz est une ville brésilienne de l'État du Paraná. Sa population était estimée à 19 843 habitants en 2014.